# 291923 Kuzmaskryabin
291923 Kuzmaskryabin este o planetă minoră (asteroid) din centura de asteroizi. A fost descoperită pe 16 august 2006 la Andrușivka de Andrușivska astronomicina observatoria⁠(d). 
Obiectul prezintă o orbită caracterizată de o semiaxă mare de 2,391991311339 UAi, o excentricitate de 0,2, o înclinație de 1,8 ° în raport cu ecliptica.